# Pithecia mittermeieri
Pithecia mittermeieri (лат.) — спорный вид приматов из семейства саковых. Возможно, младший синоним Pithecia irrorata.

## Систематика
Этот вид был описан в 2014 году приматологом Лаурой Марш вместе с четырьмя другими видами саки по результатам морфологического анализа имеющихся в распоряжении учёных образцов этих приматов. Результаты были опубликованы в журнале «Neotropical Primates». Видовое название в честь приматолога Рассела Миттермайера.
Серрано-Вильявисенсио и соавторы (2019) рассматривают виды P. mittermeieri, P. rylandsi и P. pissinatti как младшие синонимы P. irrorata. Как Марш, так и Серрано-Вильявисенсио с соавторами, аргументировали свою позицию основываясь прежде всего на различиях в окраске шерсти. База данных Американского общества маммологов (ASM Mammal Diversity Database) следует классификации 2019 года, однако делает оговорку о необходимости дальнейших исследований. С другой стороны, Марш и Миттермайер (2021) в своём обзоре для Красной книги МСОП рассматривают вышеперечисленные виды отдельно. ITIS также признаёт P. mittermeieri в качестве самостоятельного вида.

## Описание
Взрослые самцы имеют длинные белые полосы с серебристым отливом на преимущественно чёрной шерсти, при этом конечности покрыты более короткими белыми волосами. Имеют оранжевый воротник вокруг головы. Шерсть самок более тёмная, особенно в молодом возрасте. Длина тела от 35 до 46 см, длина хвоста от 41 до 49 см.

## Распространение
Эндемик Бразилии, где встречается к югу от Амазонки между реками Тапажос и Мадейра.